# Bentley Systems
Bentley Systems, Incorporated, is een softwarebedrijf dat zich voornamelijk richt op software voor constructies of een technische omgeving.
Het bedrijf is bekend vanwege het CAD-product MicroStation, een tegenhanger van AutoCAD. Daarnaast is het ook bekend als leverancier van eindige-elementenmethode programma's (Engelse afkorting FEM) voor het analyseren van constructies zoals SACS en Staad. Ook het Nederlandse softwarepakket PLAXIS voor grond- en ondergrondse constructies, ontstaan aan de TU Delft eind jaren '80 van de 20e eeuw, valt sinds 2018 onder Bentley Systems. Er zijn nog veel meer softwarepakketten ontwikkeld, bijvoorbeeld voor het beheer van projecten. De ontwerpprogramma's worden vooral gebruikt in de architectuur, offshore-industrie, civiele techniek en werktuigbouwkunde. Een softwarepakket is in veel gevallen specifiek op één onderdeel gericht: bijvoorbeeld constructies, infrastructuur, wegen, nutsvoorzieningen en leidingen in gebouwen en chemische fabrieken, waaronder productieplatforms.
Het bedrijf is gevestigd in Exton (Pennsylvania), maar heeft kantoren in 51 landen over de hele wereld met in totaal 2.600 werknemers. In Nederland zijn er 2 kantoren: in Delft (PLAXIS) en in Hoofddorp (administratief). De omzet bedroeg meer dan 450 miljoen dollar in 2007. Het bedrijf neemt de tweede plaats in op de wereldwijde markt voor CAD-software, na marktgenoot Autodesk.